# Многомужество

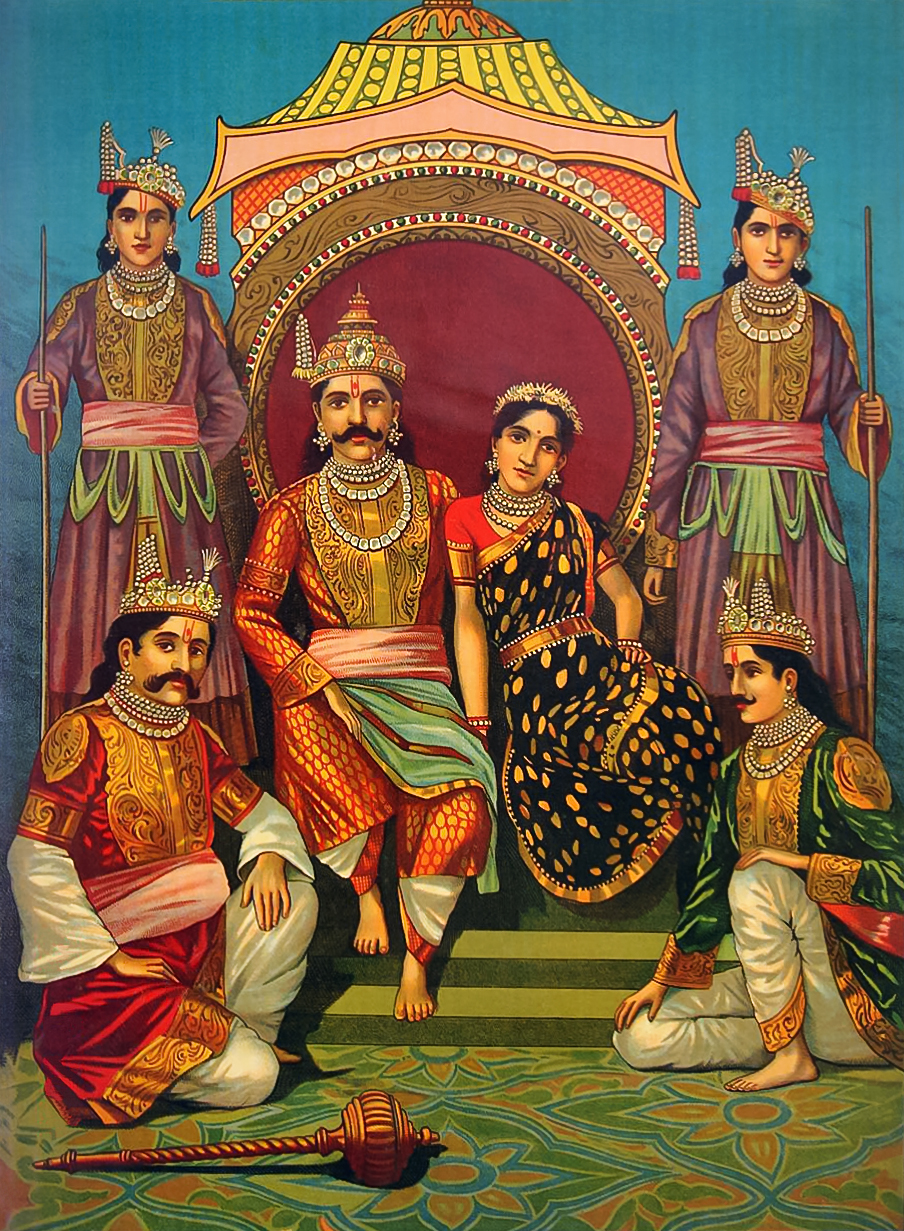
В древнеиндийском эпосе «Махабхарата» Драупади, дочь царя панчалов Друпады, являлась общей женой пятерых братьев Пандавов

Многомужество, или полиа́ндрия (др.-греч. πολυ- «много» + от ἀνήρ родит. п. ἀνδρός «муж»), — редкая форма полигамии, при которой женщина состоит в нескольких брачных союзах с разными мужчинами. Противоположность моноандрии. Отличается от полигинии — брака одного мужчины с несколькими женщинами одновременно, а также от полиамории и группового брака, в которых участвуют несколько женщин и несколько мужчин. В английской разговорной речи словом polyandry могут обозначаться любые сексуальные отношения женщины с несколькими мужчинами, происходящие как в браке, так и вне брака.
В изданном в 1980 году «Этнографическом атласе» (англ. Ethnographic Atlas) было опубликовано исследование любовных отношений в 1231 человеческом обществе. В 186 из них была принята только моногамия, в 453 изредка встречалась полигиния, в 588 полигиния была более частым явлением, в 28 обществах (проживающих только в Гималаях) частым явлением была полиандрия, в четырёх обществах полиандрия встречалась изредка. Позднейшие исследования обнаружили практику полиандрии ещё в 50 обществах.
Фратернальная полиандрия, при которой двое или несколько родных братьев состоят в браке с одной женщиной, традиционно принята у тибетцев в Непале, в китайском Тибете и в северной Индии, частично в Бутане. Она может быть связана с так называемым «множественным отцовством» — бытующими в некоторых племенах и народах представлениями о том, что у ребёнка может быть несколько отцов.
Полагают, что полиандрия более характерна для сообществ, испытывающих недостаток природных ресурсов. Нехватка ресурсов вынуждает ограничивать рождаемость и увеличивает значимость выживания каждого ребёнка. Причём в тех обществах эта редкая форма брака распространена не только среди крестьян, но и среди знати. Например, в Тибете — дефицит пригодной для сельского хозяйства земли, и женитьба всех братьев на одной женщине позволяет избежать раздробления принадлежащего семье мужей земельного участка. Если бы у каждого из братьев была своя жена и свои дети — землю пришлось бы разделить между новыми семьями, и в результате могли образоваться слишком маленькие участки, не способные их прокормить. По этой причине полиандрия принята даже у многих богатых землевладельцев. В отличие от них, очень бедные, вообще не имеющие собственной земли, жители буддистских Ладакха и Занскара значительно реже вступают в полиандрические браки. В средневековой Европе для предотвращения дробления земель при переходе по наследству было установлено правило майората, по которому всё имение отца наследовал только старший сын, а младшие зачастую шли в монахи.
Полиандрия встречается и у животных (например, полиандрия у насекомых).

## Формы

### Фратернальная полиандрия
Фратернальная полиандрия (отгреч. φρατρία — братство) — форма полиандрии, при которой мужья одной женщины являются братьями друг другу. Была распространена и до сих пор иногда встречается в центральных районах Тибета, в Непале и в северной Индии, где она была принята в обществе. В южной Индии фратернальная полиандрия практикуется в племени тода, но сейчас у них превалирует моногамия. В современном индийском обществе полиандрические браки отмечаются в сельских общинах в регионе Малва штата Пенджаб, которые, по всей видимости, практикуются там с той же целью — избежать дробления фермерских земельных участков.
В отличие от европейских правил майората и примогенитуры, вынуждавших младших сыновей землевладельцев покидать родные места и искать себе другие занятия, фратернальная полиандрия позволяет не только избежать дробления поместий при наследовании, но также даёт возможность братьям остаться жить и вести хозяйство вместе. А в следующем поколении их сыновья, рождённые от общей жены, также смогут совместно жениться на одной женщине и унаследовать этот же земельный участок, который не будет разделён и будет обеспечен достаточным количеством мужской рабочей силы. Но при большом количестве братьев эта жизненная стратегия оказывается менее успешной.
В семьях аристократов и крупных землевладельцев полиандрия может служить сохранению титулов и земель рода. При длительном или частом отсутствии одного из братьев его могут замещать другие, и хозяйство не придёт в упадок без ответственного хозяина. В Тибете полиандрия была особенно распространена среди духовной элиты школы Сакья.
Предпосылкой полиандрии может быть так же крайнее гендерное неравенство. Например, селективные аборты в Индии приводят к дефициту женщин и к «обобществлению» жены несколькими мужчинами (чаще всего родственниками).
В полигинных браках аналогом фратернальной полиандрии является сорорат — брак одного мужчины с несколькими родными или двоюродными сёстрами.

### Множественное отцовство
Антрополог Стефен Бекерман отмечает, что не менее чем в 20 родоплеменных обществах считается нормальным или даже желательным, чтобы ребёнок имел более чем одного отца. Это называется множественное (разделяемое, частичное, совместное) отцовство (англ. partible paternity). Часто (но не всегда) совместное воспитание ребёнка несколькими отцами связано с полиандрическим браком этих мужчин с матерью ребёнка.
Один из самых известных примеров частичного отцовства — «непорочное рождение» (англ. virgin birth) всех детей, в которое верят некоторые аборигены островов Тробриан. Эти люди осознают необходимость полового акта для рождения ребёнка, но при этом считают, что мужчина никак не влияет на телосложение и личные качества ребёнка, которые зависят только от матери. Потому у них принято наследование исключительно по материнской линии (матрилинейность), ребёнок всегда принадлежит только к роду матери. Мужья матери, не живущие с ней в одном доме, отцами ребёнка не считаются, а братья матери, проживающие вместе с ней — считаются.

### Биандрия
Разновидностью полиандрии является биа́ндрия (от лат. bis — дважды, и др.-греч. ἀνήρ — муж) — форма брачного союза, при котором женщина имеет одновременно двух мужей.

### Полигинандрия
В Индийских Гималаях встречается сочетания полиандрии с полигинией: когда двое или более мужчин состоят в браке с двумя или более одними и теми же женщинами одновременно. Такая форма группового брака называется полигинандрией (англ. polygynandry). Полигинандрия также позволяет избежать дробления земель, разнообразить локальную экономическую деятельность и снизить рост населения.

## Область распространения
Многомужество встречалось и встречается в сравнительно небольших областях распространения, разбросанных по разным частям света.

### Азия
Самое раннее известное свидетельство о существовании полиандрии — указ Уруинимгины, правившего шумерским городом-государством Лагаш примерно в 2319—2311 гг. до н.э., об отмене биандрических браков и запрете полиандрии под угрозой побивания камнями женщины, имеющей нескольких мужей, если об этом будет записано.
В некоторых кантонах древней Мидии женщине позволялось иметь нескольких (но не более четырёх) мужей одновременно. В Государстве Эфталитов фратернальная полиандрия была узаконена и общепринята. Замужняя женщина носила шапку с рогами по количеству супругов. Если мужья одной женщины не были кровными братьями, они братались между собой перед тем, как жениться на общей супруге.
Высказывалась гипотеза о существовании многомужества в древней (домусульманской) Южной Аравии. Предположительно, тогда существовала традиция, называемая Никах Иджтимах (англ. Nikah Ijtimah), которая дозволяла многомужество, но с принятием ислама арабами эта традиция была осуждена и прекращена.
Многомужество в Тибете было распространено больше, чем в любом другом известном обществе, и может практиковаться до сих пор. Николай Нотович в своей книге отмечал существование многомужества в «Малом Тибете» — Ладакхе. По данным исследования, проведённого в 1981 году в Мули-Тибетском автономном уезде, 52 % браков были моногамными, в 32 % случаев встречалась фратернальная полиандрия и в 16 % — полигиния в форме сорората. Власти КНР после установления контроля над Тибетом поставили многомужество вне закона, и из-за закрытости этого региона и Китая в целом нет достоверных сведений о количестве полиандрических семей в Тибете в настоящее время. В Китае многомужество встречается также у народа мосо в провинциях Сычуань и Юньнань.
В Индии, Бутане и на севере Непала многомужество продолжает существовать среди национальных и религиозных меньшинств. Широко распространено среди шерпов. В 1914 году в Бутане многомужество было доминирующей формой брака. В современном Бутане многомужество встречается намного реже, но по-прежнему практикуется у минаро, проживающих в гевогах Мерак и Сактенг дзонгхага Трашиганг.
В Индии многомужество чаще всего встречается в Раджастхане, Ладакхе, Занскаре и в регионе Джаунсар-Бавар (хинди जौनसार बावर) штата Уттаракханд среди племени тода.
Многомужество встречается или встречалось у нивхов на Сахалине и эскимосов на севере Евразии.

### Африка
Известны случаи многомужества в Нигерии, особенно в племени Иригве (Irigwe, Rigwe) в северных районах этой страны: женщины этого племени традиционно имеют нескольких супругов, которых они называют «сомужья». Полиандрия была распространена среди масаев в Кении и северной Танзании. В регионе Великих Озёр полиандрия встречалась редко, в то время как полигиния там была вполне обычной.
В августе 2013 года в Кении двое мужчин подписали договор о вступлении в брак с одной женщиной, с которой каждый из них имел любовные отношения. Законодательство Кении не устанавливает строгого запрета на полиандрию, но на данный момент там она не повсеместно принята.

### Европа

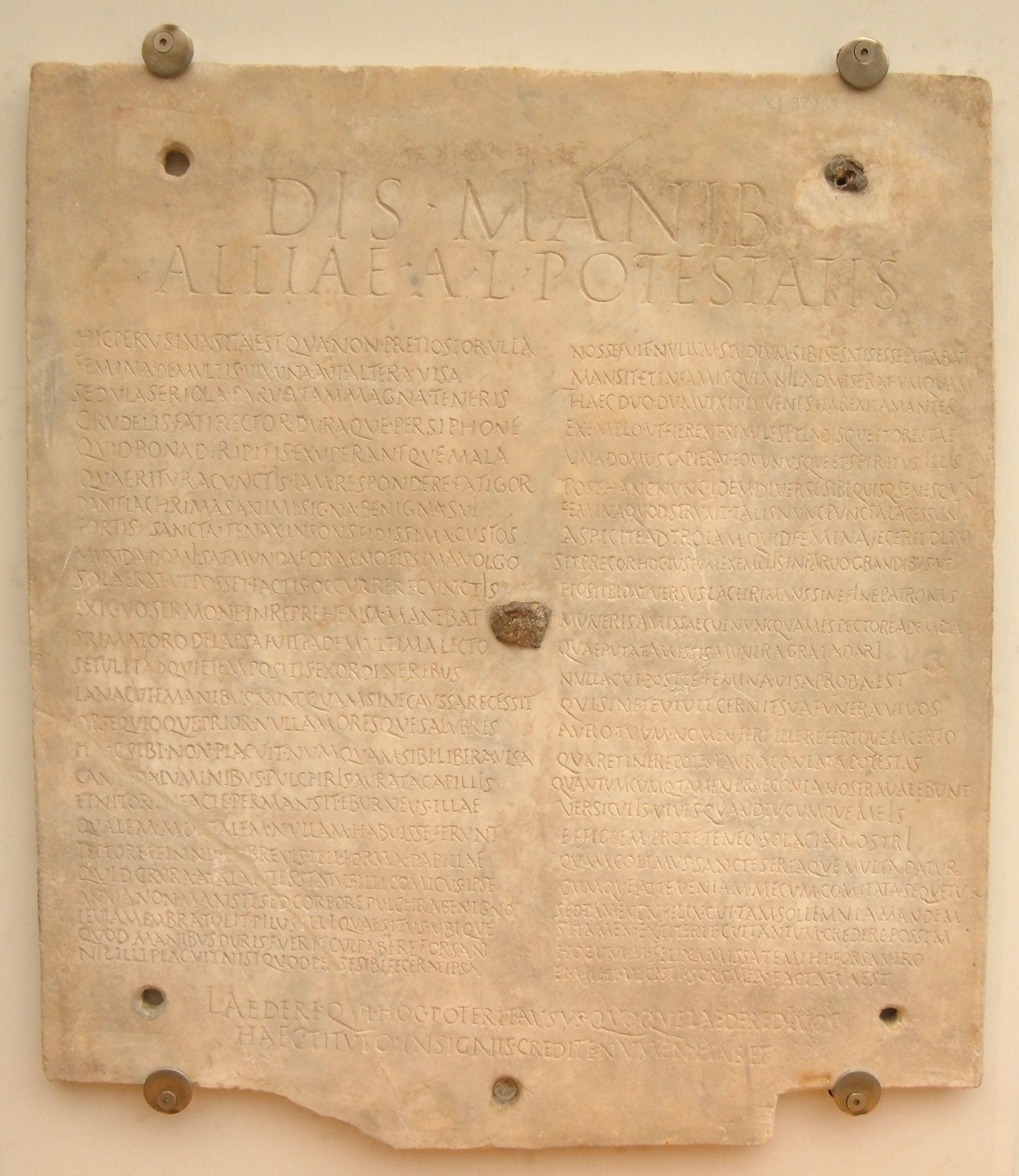
Надпись на могиле Аллии Потестас (Museo Epigrafico, Термы Диоклетиана, Рим)

По словам Юлия Цезаря, у древних бритонцев практиковалось обобществление жены братьями, реже — отцом и сыном. Согласно Полибию, полиандрия превалировала у жителей Лаконии. В истории Римской империи известен случай, когда матроны толпой ворвались в 
Сенат и со слезами умоляли принять закон, разрешающий женщине иметь двух мужей. На могиле Аллии Потестас (англ. Allia Potestas) из древней Перуджи есть надпись, повествующая о том, как она мирно жила с двумя любовниками, один из которых обессмертил её имя в знаменитом эпиграфическом панегирике, датирующемся приблизительно II веком нашей эры.

### Океания и островные страны
Случаи многомужества также отмечались в некоторых полинезийских племёнах до контакта с европецами, но там они встречались только у женщин из высших каст. У гуанчей, первых известных обитателях Канарских островов, полиандрия также была принята и практиковалась вплоть до исчезновения этого народа.
На Шри-Ланке фратернальная полиандрия официально разрешена по Кандянскому закону о браке (англ. Kandyan Marriage law). Для обозначения многомужества там часто используется эвфемизм «эка-гэ-кама» (в буквальном переводе — «кушать в одном доме»). Встречается на Шри-Ланке и ассоциированная полиандрия (англ. Associated Polyandry) — форма брака, который начинается как моногамный, но в дальнейшем количество мужей жены увеличивается (иногда по инициативе жены).
Многомужество распространено у канаков в Новой Каледонии и аборигенов Маркизских островов. Фридрих Ратцель в 1896 году в своей книге «История человечества» утверждал, что на Новых Гебридах многомужество было принято среди вдовцов и вдов: по обычаю местных племён, двое вдовцов должны были жить с одной вдовой.

### Северная Америка
Среди коренных жителей Северной Америки многомужество встречалось у живущих в суровых природных условиях алеутов (отмечалось в XIX веке) и инуитов.

### Южная Америка
В Бразилии полиандрия встречается среди людей племени зоэ (англ. Zo'é), живущих на берегах реки Куминапанема (англ. Cuminapanema) в штате Пара. Среди других коренных народов Южной Америки многомужество отмечено у бороро, фратернальная полиандрия принята в неконтактном племени Тупи-Квахиб (Tupi-Kawahib), а множественное отцовство — в около 70 % культур Амазонии.

## Многомужество и религия

### Индуизм

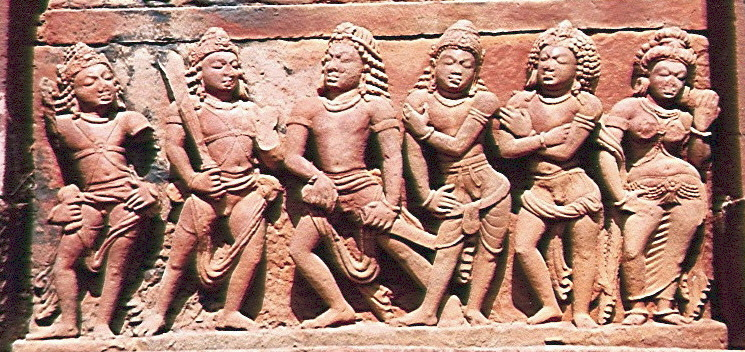
Драупади с пятью мужьями-Пандавами.
Слева направо: Бхима, Арджуна, Юдхиштхира, Накула, Сахадева, Драупади.
Храм Дашаватара (Деогарх (Уттар-Прадеш), округ Лалитпур, Уттар-Прадеш, Индия)

Полиандрические отношения сейчас не одобряются в большинстве школ индуизма. Но в священном для индуистов древнем эпосе — Махабхарате — встречается как минимум один пример многомужества: Драупади была выдана замуж сразу за пятерых братьев из рода Пандавов. В этом древнем тексте высказывается довольно нейтральное отношение к многомужеству, которое принимается как образ жизни Драупади. В этом же эпосе Юдхиштхира, отвечая на вопросы Кунти о полиандрии, ссылается на Гаутам-клан Джатилу (Gautam-clan Jatila), которая была замужем за семью Саптаришами, и на Прачети, сестру Хираньякши, которая была общей женой десяти братьев. Как можно из этого понять, в ведические времена общество намного лучше относилось к многомужеству.

### Иудаизм
В древнееврейских библейских текстах нет ни одного упоминания о том, что какая-либо женщина была женой нескольких мужчин одновременно, и библейское определение прелюбодеяния однозначно указывает на неприемлемость многомужества. В еврейских традициях и обычаях нет никакой полиандрии. Кроме того, дети от любого мужчины, кроме мужа, считаются мамзерами, кроме случаев, когда муж уже развёлся с женщиной или умер.

### Христианство
Подавляющее большинство современных христианских конфессий выступают за строгую моногамию и не приемлют никакой другой формы брака, в том числе полиандрии. Новый Завет (Рим. 7:2, 3) строго запрещает многомужество, но при смерти супруга можно жениться или выйти замуж за другого человека.

### Мормоны
Мормонские пророки Джозеф Смит и Бригам Янг установили исторические рекорды многожёнства. Существует версия, что они также брали женщин от других мужей, то есть практиковали полигинандрию, но этот вопрос остаётся спорным.

### Ислам
Хотя ислам запрещает полиандрию для свободных женщин, исламское законное порабощение замужних женщин автоматически отменяет их брачные союзы, что позволяет мужчинам-рабовладельцам вступать в интимные отношения со своими рабынями, которые были замужем до порабощения.